# Jack McBrayer
 (février 2015).
Si vous disposez d'ouvrages ou d'articles de référence ou si vous connaissez des sites web de qualité traitant du thème abordé ici, merci de compléter l'article en donnant les références utiles à sa vérifiabilité et en les liant à la section « Notes et références ».
Pour les articles homonymes, voir McBrayer.
Jack McBrayer, né le 27 mai 1973 à Macon, dans l'État de Géorgie, est un acteur et humoriste américain.
Il est surtout connu pour son rôle de Kenneth Parcell (en) dans la série télévisée 30 Rock (2006-2013), pour lequel il est nommé au Primetime Emmy Award du meilleur acteur dans un second rôle dans une série télévisée comique. Par ailleurs, il est aussi la voix originale de Félix Fix Jr. dans Les Mondes de Ralph (2012) et Ralph 2.0 (2018) ainsi que de Wander dans la série éponyme de Disney Channel (2013-2016).

## Biographie et carrière
McBrayer est un acteur expérimenté en improvisation théâtrale dont il fit ses preuves à Chicago, Los Angeles et à New York. Il étudia à l'Université d'Evansville.
Il a également participé de nombreuses fois au talk show Late Night with Conan O'Brien et a joué à deux reprises dans Arrested Development, dans la deuxième et la troisième saison, en tant que serveur au country club que les Bluth fréquentent souvent.
Il a joué le simple et bigot Kenneth Parcell dans la série télévisée 30 Rock. Il apparait également dans le clip vidéo Touch My Body de Mariah Carey où il incarne un nerd appelé à son domicile pour un dépannage informatique.

## Filmographie

### Cinéma
- 2004 : Blackballed: The Bobby Dukes Story
- 2005 : The Baxter : l'ami d'Elliot
- 2005 : Peanut Hunt
- 2006 : Ricky Bobby : Roi du circuit (Talladega Nights: The Ballad of Ricky Bobby) : Glenn
- 2006 : Grounds Zero :
- 2008 : Sans Sarah, rien ne va ! : (Forgetting Sarah Marshall) : Darald
- 2010 : Moi, moche et méchant (voix) : le père touriste
- 2012 : Mille mots (A Thousand Words) : l'employé de Starbucks
- 2012 : Les Mondes de Ralph : Felix Fixe Junior (voix)
- 2013 : My Movie Project
- 2013 : Savannah : Sir Graham
- 2014 : Cooties : Tracy Lacey
- 2017 : Les Schtroumpfs et le Village perdu : Schtroumpf maladroit (voix)
- 2018 : Les Potes (Dude) : Guy
- 2018 : Ralph 2.0 : Felix Fixe Junior (voix)
- 2019:
- 2024 : Unfrosted : L': Bizarre Tomépopée de la Pop-Tart (Unfrosted) de Jerry Seinfeld : Steve

### Télévision
- 2005 : Weekends at the DL
- 2005 : The Colbert Report
- 2005 à 2006 : Arrested Development
- 2006 à 2013 : 30 Rock
- 2008 : Mariah Carey - Touch My Body (clip)
- 2010 : Kung Fu Panda : Bonnes Fêtes (Kung Fu Panda Holiday) : Wo Hop (voix)
- 2013 à 2016 : Wander Over Yonder : Wander (voix)
- 2013 à 2017 : The Middle : Dr Ted Goodwinest, le dentiste en chef de Frankie
- 2016 : The Big Bang Theory (S10E01) : Randall, le frère de Penny
- 2024 : Grey's Anatomy (S21E03) : Tom Costello, patient greffe de rein
- 2025 : Murderbot

### Théâtre
- 2019 : Waitress (Ogie Anhorn)